# Чо, Смит
Смит Чо (англ. Smith Cho; 25 декабря 1985, Сагино, Мичиган, США) — американская актриса

.

## Биография и карьера
Смит Чо родилась 25 декабря 1985 года в Сагино (штат Мичиган, США) в семье корейского происхождения. Она появилась более чем в сорока фильмах, телесериалах и рекламных роликах; также занимается озвучиванием.
В 2009 году Чо появилась в «Дурнушке» в роли редактора, который работает в одном офисе с Бетти. В сентябре 2009 года Чо получила роль второго плана Лесли в ситкоме «100 вопросов» на NBC. В 2011 году Чо появилась в пилоте «Lovelives» на NBC.

## Избранная фильмография
| Год       |   | Русское название               | Оригинальное название     | Роль                                  |
| --------- | - | ------------------------------ | ------------------------- | ------------------------------------- |
| 2003      | с | Скорая помощь                  | ER                        | Ву                                    |
| 2003      | с | Клиент всегда мёртв            | Six Feet Under            | студентка в художественном классе     |
| 2003      | ф | Плохие парни 2                 | Bad Boys II               | Покупательница в магазине электроники |
| 2003      | с | Девочки Гилмор                 | Gilmore Girls             | Девушка № 1                           |
| 2004      | с | Вечное лето                    | Summerland                | Помощница                             |
| 2004      | с | Расследование Джордан          | Crossing Jordan           | Фехтовальщица                         |
| 2005      | с | Доктор Хаус                    | House                     | Джулия                                |
| 2007      | с | Правила совместной жизни       | Rules of Engagement       | Сара                                  |
| 2007      | ф | Уловки Норбита                 | Norbit                    | Бывшая жена                           |
| 2007      | ф | Лезвия славы: Звездуны на льду | Blades of Glory           | Лесная Фея                            |
| 2007      | с | Красавцы                       | Entourage                 | Хлоя                                  |
| 2008      | ф | Знакомьтесь: Дэйв              | Meet Dave                 | Лейтенант Левая Нога                  |
| 2008—2009 | с | Рыцарь дорог                   | Knight Rider              | Зои Чао                               |
| 2009      | ф | Зажги этим летом!              | Fired Up!                 | Бет                                   |
| 2009      | с | Дурнушка                       | Ugly Betty                | Меган                                 |
| 2012      | с | В стиле Джейн                  | Jane by Design            | Рита Шо                               |
| 2014      | с | У друзей жизнь лучше           | Friends with Better Lives | Вэл                                   |
| 2014—2015 | с | Мой мальчик                    | About a Boy               | Мама Мигеля                           |
| 2017      | ф | Сфера                          | The Circle                | Джина                                 |